# Corynebacterium
Corynebacterium (korynebakterie) je rod grampozitivních tyčinkovitých bakterií z kmene Actinobacteria. Je to heterogenní skupina asi 60 druhů s poměrně typickou stavbou buněčné stěny. Jsou to aerobové či fakultativní anaerobové, nepohyblivé, a kataláza-pozitivní bakterie.
Mnohé korynebakterie žijí na rostlinách a v tělech živočichů, například na kůži, v dýchací soustavě, v trávicím a urogenitálním traktu. Některé druhy jsou dokonce patogenní, nejznámější z nich je Corynebacterium diphteriae, která je původcem záškrtu (difterie).